# کای شورتفگر
کای شورتفگر (انگلیسی: Kai Schwertfeger؛ زادهٔ ۸ سپتامبر ۱۹۸۸) بازیکن فوتبال اهل آلمان است.
از باشگاه‌هایی که او در آن بازی کرده‌، می‌توان به باشگاه فوتبال کارلسروهه، باشگاه فوتبال هانزا روستوک، باشگاه فوتبال آلمانیا آخن و باشگاه فوتبال فورتونا دوسلدورف اشاره کرد.